# Кучеренко Денис Денисович
Денис Денисович Кучеренко (1990—2023) — солдат Збройних сил України, учасник російсько-української війни. Герой України (2025, посмертно).

## Життєпис
Народився у селі Степанівка Роздільняньського району Одеської області. Працював та жив в Одесі, був автослюсарем.
З початком повномасштабного російського вторгнення поповнив лави 126-ої окремої бригади територіальної оборони.
Загинув 10 серпня 2023 року під час виконання бойового завдання поблизу села Понятівка на Херсонщині. Керував човном під час форсування Дніпра, група потрапила під мінометний обстріл, Денис зміг вивести бойову групу з-під удару, але сам загинув внаслідок осколкового поранення.

## Нагороди
- звання Герой України з удостоєнням ордена Золота Зірка (14 березня 2025, посмертно) — за особисту мужність і героїзм, виявлені у захисті державного суверенітету та територіальної цілісності України, самовіддане служіння Українському народові[2].
- орден «За мужність» III ступеня (17 листопада 2023) — за особисту мужність, виявлену у захисті державного суверенітету та територіальної цілісності України, самовіддане виконання військового обов'язку[3].
- Нагрудний знак «Знак пошани»[4].